# Мајлан (Канзас)
Мајлан (енгл. Milan) град је у америчкој савезној држави Канзас.

## Демографија
По попису из 2010. године број становника је 82, што је 55 (-40,1%) становника мање него 2000. године.
| Група             | 2000.       | 2010.      |
| Белци             | 132 (96,4%) | 76 (92,7%) |
| Афроамериканци    | 0 (0,0%)    | 0 (0,0%)   |
| Азијати           | 0 (0,0%)    | 0 (0,0%)   |
| Хиспаноамериканци | 3 (2,2%)    | 1 (1,2%)   |
| Укупно            | 137         | 82         |